# Södertälje Basketbollklubb
Il Södertälje BasketBollKlubb, talvolta abbreviato in Södertälje B.B.K. o SBBK, è una squadra di pallacanestro svedese con sede a Södertälje, comune adiacente a Stoccolma.
La sezione maschile ha adottato la denominazione Södertälje Kings a partire dal 1995, mentre quella femminile è sponsorizzata Telge Energi.

## Storia
Già dai primi anni sessanta fu istituito un club cestistico sotto la gestione della KFUM (la locale YMCA), ma alcuni problemi economici ne determinarono la chiusura nel 1968. Quell'anno Benny Andersson fondò quindi una nuova squadra, che prese il nome di Södertälje Basketboll Klubb (SBBK). La sezione femminile ha fatto il suo debutto nella massima serie nel 1970, mentre quella maschile nel 1972. Le partite interne sono disputate presso la Täljehallen.

## Palmarès

### Sezione maschile
- Campionato svedese: 12

1977-1978, 1986-1987, 1987-1988, 1989-1990, 1990-1991, 1991-1992, 2004-2005, 2012-2013, 2013-2014, 2014-2015, 2015-2016, 2018-2019

### Sezione femminile
- Campionati: 11

1977, 1978, 1979, 1980, 1981, 1982, 1983, 1984, 1985, 1997, 2011

## Roster 2018-2019
Aggiornato al 14 maggio 2019.
|    | Naz.                   | Ruolo | Sportivo                | Anno | Alt. | Peso | Note |
| -- | ---------------------- | ----- | ----------------------- | ---- | ---- | ---- | ---- |
| 1  | Svezia (bandiera)      | AP    | Adam Ramstedt           | 1995 | 208  |      |      |
| 3  | Stati Uniti (bandiera) | P     | Eric Garcia             | 1994 | 183  | 84   |      |
| 5  | Svezia (bandiera)      | AP    | Oskar Holm              | 1995 | 197  |      |      |
| 6  | Stati Uniti (bandiera) | AG    | Auston Barnes           | 1991 | 203  |      |      |
| 7  | Svezia (bandiera)      | G     | Valter Lindström        | 1995 | 185  |      |      |
| 9  | Croazia (bandiera)     | A     | Toni Bizaca             | 1991 | 203  | 100  |      |
| 10 | Svezia (bandiera)      | G     | Mario Blazevic          | 1993 | 180  |      |      |
| 11 | Svezia (bandiera)      | AC    | Hampus Ramstedt         | 1995 | 203  |      |      |
| 12 | Svezia (bandiera)      | AC    | Alexander Lindqvist     | 1991 | 205  |      |      |
| 13 | Stati Uniti (bandiera) | AG    | Eric Adams              | 1990 | 204  |      |      |
| 25 | Svezia (bandiera)      | AP    | Jonathan Person         | 1989 | 190  |      |      |
| 34 | Svezia (bandiera)      | G     | Dimitris Agathangelidis | 1998 | 182  |      |      |
| 47 | Svezia (bandiera)      | AP    | Adam Karahmetovic       | 1998 | 189  |      |      |
| 50 | Svezia (bandiera)      | G     | Martin Pahlmblad        | 1986 | 193  | 88   |      |

### Staff tecnico
| Allenatore: | Ludwig Degernäs                             |
| Assistenti: | Ilias Agathangelidis, Bernat Elias Camprubi |